# Cnemolia camerunensis
Cnemolia camerunensis är en skalbaggsart som beskrevs av Stefan von Breuning 1977. Cnemolia camerunensis ingår i släktet Cnemolia och familjen långhorningar. Inga underarter finns listade i Catalogue of Life.